# Národopisná Morava
Národopisná Morava (NM) – morawska kolaboracyjna organizacja społeczno-kulturalna działająca w Protektoracie Czech i Moraw podczas II wojny światowej
Powstała w marcu 1939 r. na bazie organizacji Moravsko-slovenská společnost. Jej przywódcami byli Josef Vávra-Stařík, Ján Úprka, Ján Ryba. 16 marca skierowali oni pismo do Adolfa Hitlera o następującej treści: 

Führerowi wielkiego narodu niemieckiego, ADOLFOWI HITLEROWI w Berlinie: My, morawscy Słowacy, bracia krwi narodu słowackiego, którym w ostatnich dniach wasza hojność i sprawiedliwość umożliwiły stworzenie niezależnego życia narodowego w niepodległym państwie pod Waszą opieką, co my, Słowacy morawscy, uznajemy również za naszą narodową dumę i czujemy się Wam niezmiernie wdzięczni, dlatego składamy hołd Waszej szlachetnej hojności i sprawiedliwości i prosimy Was, wodzu i kanclerzu Rzeszy, aby nasza masowa wdzięczność z Morawskiej Słowacji była również punktem wyjścia dla Waszej sprawiedliwej decyzji, aby to nasz słowacki ród na Morawach, charakteryzujący się niezbitymi dowodami naukowymi przynależności do narodowości słowackiej na polu kulturalnym, gospodarczym i moralnym, mógł uznać zwierzchnictwo niepodległego państwa słowackiego nad terytorium Słowaków morawskich. Na straży

NM najpierw opowiadała się za włączeniem Moraw do Państwa Słowackiego, ale wkrótce zaczęła głosić hasła tzw. Wielkich Moraw, tworzących własne państwo w składzie Rzeszy Niemieckiej. Wykrystalizowało się to w memorandum skierowanym w kwietniu 1939 r. do Arthura Seyss-Inquarta. MN chciała też wprowadzenia na Morawach polityki narodowo-socjalistycznej i praw antyżydowskich. Początkowo występowała przeciwko czeskim władzom Protektoratu i Narodowemu Zjednoczeniu. Zgłaszała chęć służby Morawian w niemieckiej armii na froncie wschodnim. Po zabójstwie protektora Reinharda Heydricha 27 maja 1942 r. w Pradze, członkowie MN pełnili uroczystą straż przy wystawionym ciele. W końcowych latach istnienia Protektoratu działalność ugrupowania stopniowo zamierała. Jeden z jej przywódców, J. Vávra-Stařík, wprawdzie w 1942 r. objął funkcję inspektora oświatowego w obwodzie Uherské Hradiště, ale już w 1943 r. wstąpił do nielegalnej Komunistycznej Partii Czechosłowacji i działał przeciwko Niemcom.